# Kanal 11 (Estland)
Kanal 11 ist ein privater Fernsehsender in Estland mit Sitz in Tallinn. Der Sender nahm im September 2012 seinen Sendebetrieb auf. Der Name des Senders beruht auf einem Wortspiel. Das estnische Wort für elf 'üksteist' bedeutet nämlich auch 'miteinander'. Das Programm besteht zum größten Teil aus Reality-TV-Shows und Serien.